# Фелікс д'Ерель
Фелікс д'Ерель (25 квітня 1873 — 22 лютого 1949) — французький мікробіолог. Він був одним із першовідкривачів бактеріофагів (вірусів, що інфікують бактерії) і експериментував з можливостями фаготерапії.
Д'Ерель був мікробіологом-самоуком. У 1917 році він виявив, що «невидимий антагоніст», доданий до бактерій на агарі, утворює ділянки мертвих бактерій. Цей «антагоніст», тепер відомий як бактеріофаг, був настільки дрібним, що міг проходити через порцеляновий фільтр Пастера-Шамберлана. д'Ерель розводив суспензію цих вірусів в точно вимірених пропорціях і виявив, що найвищі розведення (тобто найнижчі концентрації вірусів) не вбивали усі бактерії, а утворювали окремі ділянки мертвих бактерій. Підрахунок цих ділянок і множення на коефіцієнт розведення дозволили йому обчислити кількість вірусів у вихідній суспензії. Він зрозумів, що відкрив нову форму вірусу, і згодом винайшов термін «бактеріофаг». Між 1918 і 1921 роками д'Ерель відкрив багато різновидів бактеріофагів, які могли інфікувати ще кілька видів бактерій, в тому числі холерний вібріон. Бактеріофаги були проголошені перспективним засобом лікування таких хвороб, як черевний тиф та холера, але їх перспективи були забуті з розробкою пеніциліну. З початку 1970-х років бактерії стали розвивати стійкість до антибіотиків, таких як пеніцилін, і це відновило інтерес до використання бактеріофагів для лікування інфекцій.

## Біографія

### Ранні роки
Місце народження Фелікса д'Ереля було предметом суперечок, але за висновками сучасних досліджень, він народився у Франції. Батько Фелікса д'Ереля, Губерт Огюстен Фелікс Еренс д'Ерель, помер у віці 30 років, коли Феліксу було шість років. З 7 до 17 років д'Ерель ходив до школи в Парижі, а саме до ліцею Кондорсе і ліцею Людовика Великого. Восени 1891 року д'Ерель відправився в Німеччину до Бонна, де протягом декількох місяців слухав лекції в Боннському університеті. У віці від 16 до 24 років д'Ерель багато подорожував на гроші, які давала йому мати. У 16 років він почав подорожувати Західною Європою на велосипеді. У 17 років, після закінчення школи, він подорожував по Південній Америці. Після цього він продовжив свої подорожі Європою, включаючи Туреччину, де у 20 років познайомився зі своєю дружиною Марі Кер.
У 24 роки, тепер уже батько доньки, д'Ерель разом із родиною переїхав до Канади. Він побудував домашню лабораторію і вивчав мікробіологію за книжками та власними дослідами. Завдяки впливу друга свого покійного батька він отримав замовлення від канадського уряду на дослідження процесу бродіння та перегонки кленового сиропу на шнапс. Друг його батька сказав йому, що Пастер «гарно почав, вивчаючи процеси бродіння, тому це може бути цікаво і тобі». Він також працював медиком у геологічній експедиції на Лабрадор, хоча не мав жодного медичного ступеня чи реального досвіду. У 1899 році під ім'ям Фелікса Геренса, громадянина Франції, він подав патент США на виготовлення розвідного ключа, дещо схожого на мавпячий ключ.
У 1899 році він разом зі своїм братом Даніелем заснував шоколадну фабрику в Лонг'є, куди вклав свій особистий статок. «Шоколадна фабрика Ерель» збанкрутувала у 1901 році. У віці 27 років, розорений, одружений, батько двох доньок, він вирішив присвятити себе бактеріології та піти шляхом Пастера: послідовно вивчати бродіння, хвороби комах, хвороби тварин і, нарешті, хвороби людини.

### Гватемала і Мексика
У 1902 році він виїхав до Гватемали, отримавши посаду мікробіолога у Загальній лікарні в місті Гватемала. Окрім проведення бактеріологічних досліджень у лікарнях, він читав курси та виконував різні завдання, зокрема, його попросили знайти спосіб робити віскі з бананів, які піддавалися бродінню, а потім дистиляції. Його також попросили організувати профілактичні заходи під час епідемії жовтої лихоманки. Він також вивчав місцеву грибкову інфекцію кавових дерев, яку лікував підлужуванням ґрунту після того, як помітив, що кавові дерева, які піддавалися впливу вулканічного попелу, залишалися неушкодженими.
Життя в суворих і небезпечних умовах Гватемали було важким для його сім'ї, але д'Ерелю, вічному шукачеві пригод, більше подобалося працювати в «реальному житті», аніж у стерильному середовищі «цивілізованої» клініки.
У 1907 році мексиканський уряд запросив д'Ереля вивчити можливість використання соку, що залишається після перероблювання хенекена на сизаль, для виробництва спирту. Разом із сім'єю він переїхав на плантацію сизалю поблизу Меріди.

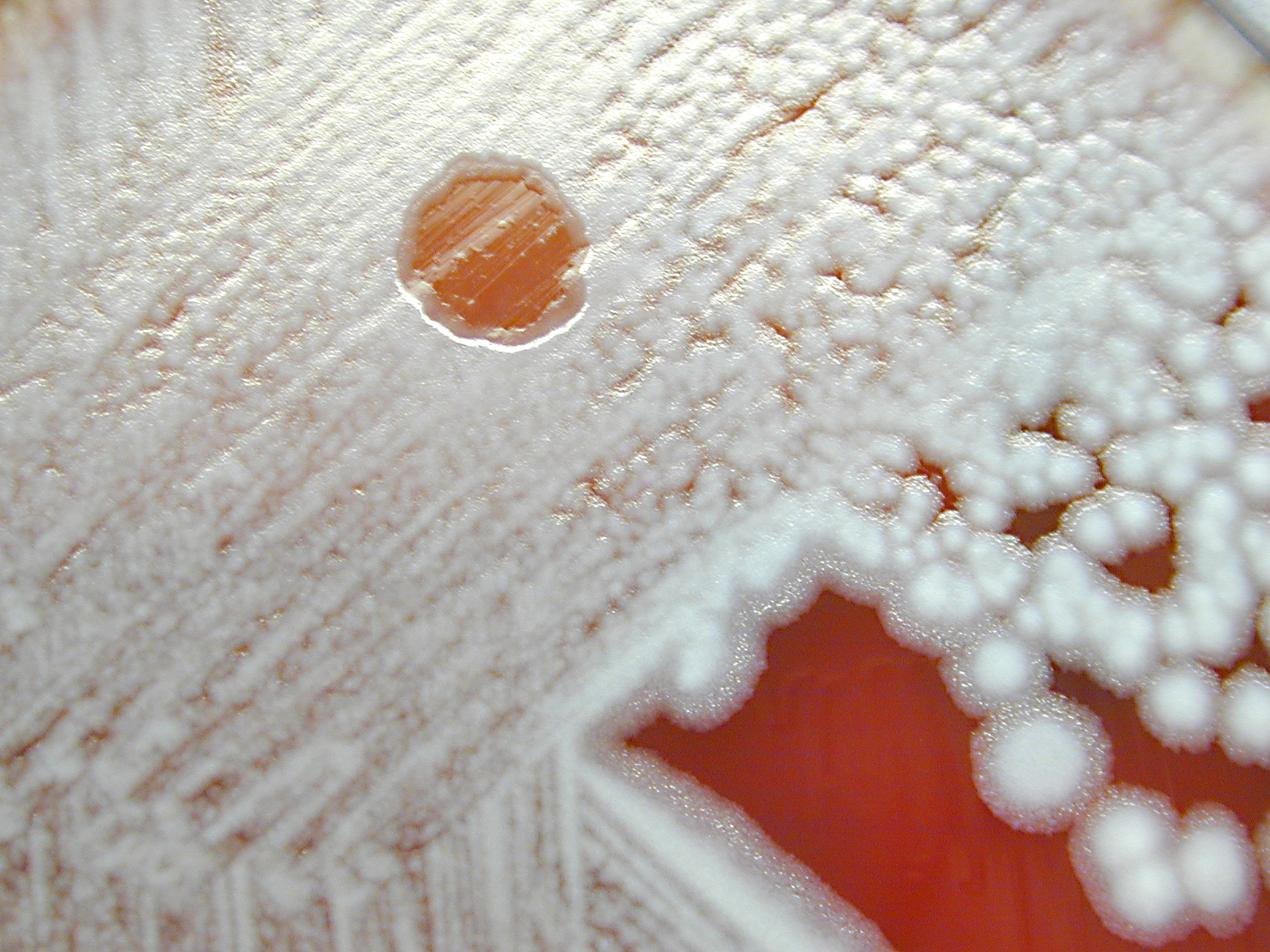
Бактеріофаг діє на культуру Bacillus anthracis, утворюючи незайману бактеріями округлу прогалину на агарі.

У 1908 р. на парк, що прилягав до його будинку, напав рій сарани, і д'Ерель знайшов час, щоб спробувати зупинити нашестя сарани на плантації за допомогою їхніх власних хвороб. Він виявив кокобацилу в кишківнику мертвої сарани та перевірив її летальність на здоровій сарані. Розпластуючи на чашках Петрі з агаром вміст кишківника хворих екземплярів сарани, він виявив, у цілій низці випадків, особливості в зовнішньому вигляді культур, поцяткованих прогалинами діаметром у два-три міліметри (фр. les taches vierges або plaques vierges), які заінтригували його; але йому тоді не вдалося вдруге відтворити це явище з власної волі. Він зішкріб поверхню агару у прогалинах і розглянув їх під мікроскопом, але там нічого не було видно.
У Мексиці його та його сім'ю вразила хвороба, але в 1909 році він успішно розробив метод виробництва сизалевого шнапсу. У квітні 1909 року він повернувся до Парижа, щоб виготовити обладнання, необхідне для промислового спиртзаводу, який вирішив збудувати мексиканський уряд, і зареєстрував патент на безперервне масове виробництво дріжджів. Тим часом у вільний час він безплатно працював як вільний асистент у лабораторії Інституту Пастера, де він вивчав інгібіторну дію дріжджів на стафілококи. Повернувшись до Мексики в листопаді зі своїм обладнанням, д'Ерель встановив його і відмовився від пропозиції стати директором нового спиртзаводу, вважаючи це «надто нудним».
Тоді мексиканський уряд попросив його модернізувати виробництво місцевого алкогольного напою пульке, який також виготовляється з агави, і використовувати сік пустельних агав.

### Повернення до Франції
Але революційні заворушення в Мексиці та потреба у відпочинку навесні 1911 року повернули його з родиною до Франції, і він знову був прийнятий як вільний асистент до Інституту Пастера, де він познайомився з Ру та Мечніковим і де вивчав свою мексиканську кокобацилу. У 1911 році Ру опублікував в Академії наук замітку під назвою «Sur une épizootie de nature bactérienne sévissant sur les sauterelles au Mexique» («Про бактеріальну епізоотію, що вразила сарану у Мексиці»), в якій описав дослідження д'Ереля.

### Аргентина
Ця публікація зацікавила аргентинський уряд, який запросив д'Ереля приїхати до Аргентини, щоб розробити метод боротьби з сараною шляхом поширення кокобацили. Д'Ерель погодився проводити там шість місяців на рік. Прибувши наприкінці 1911 року до Буенос-Айреса, д'Ерель почав з посилення вірулентності кокобацил шляхом послідовного і вибіркового зараження, відкритого Пастером, передаючи кожного разу лише кокобацили найбільш ураженої сарани. Після 11 передавань (пасажів) він досяг максимально високого рівня вірулентності, який вже не збільшувався при подальшій передачі інфекції.
Перше випробування було проведене в регіоні Санта-Фе і виявилося успішним: сарана в смузі, зараженій кокобацилою, загинула, тоді як сарана в контрольній смузі, не зараженій кокобацилою, природним чином мутувала в крилатих коників. 16 січня 1912 року д'Ерель розпочав масове зараження, яке виявилося успішним: польоти молодих коників зникли. Так само д'Ерелле вдалося знищити іншу сарану, відому серед місцевих як «тукура», за допомогою бактеріальних інфекцій.
Інститут Пастера в Алжирі попросив його провести експеримент зі знищення місцевої сарани. У всіх колоніях, які він заразив, спалахнули епізоотії. Потім Туреччина запросила його відвідати регіон Смірни та запропонувати план біологічної протидії сарані. Після короткого перебування на Корсиці, наприкінці липня, з початком війни, його відкликали до Парижа, і він повернувся до Пастера, де залишався протягом всієї війни на посаді керівника лабораторії вакцин. Коли у нього був час, він намагався виявити прогалини в інших культурах мікроорганізмів, окрім своїх кокобацил, але безрезультатно.
Саме тоді, у 1915 році, уряд Тунісу звернувся до нього за допомогою у боротьбі з масштабним нашестям сарани. Він покрив країну осередками зараження сарани. Результати були разючими: у 1916 році нашестя сарани в Тунісі не було, епізоотія, спричинена д'Ерелем, знищила мігрівну сарану протягом зими. З іншого боку, Єгипет і Тріполітанія пережили настільки ж сильне нашестя сарани, як і в 1915 році. Що стосується Марокко, де в 1915 році метод д'Ереля використовувався в обмеженій мірі, то в 1916 році сарана продовжувала потерпати від епізоотії. На початку літа 1915 року, повернувшись на два тижні до Тунісу, щоб вивчити свої прогалини, він показав їх Шарлю Ніколю, тодішньому директору Інституту Пастера, який сказав: "Це може бути ознакою вірусу, що переноситься кокобацилами, вірусу, який проходить через фільтр і є справжнім патогенним збудником, тоді як кокобацила є лише забруднювачем".

### Франція і фаги
Під час Першої світової війни д'Ерель та його помічники (серед яких були його дружина та доньки) виготовили понад 12 мільйонів доз ліків для військових. На той момент медичне лікування було примітивним порівняно із сучасними стандартами. Вакцина проти віспи, розроблена Едвардом Дженнером, була однією з небагатьох доступних вакцин. Основним антибіотиком проти сифілісу був сальварсан на основі миш'яку, який мав серйозну побічну дію. Поширеними засобами лікування були ртуть, стрихнін та кокаїн. Як наслідок, у 1900 році середня тривалість життя становила 45 років, і Перша світова війна не змінила цього на краще.
У 1915 році британський бактеріолог Фредерік В. Творт виявив «бактеріолітичний засіб», який заражає та вбиває бактерії, але не став далі розробляти це питання та його публікації проігнорували. Фелікс д'Ерель не дізнався тоді про публікації Творта в британському журналі «Ланцет» та продовжував свої дослідження.
Після повернення до Парижа в липні 1915 року Фелікса д'Ереля попросили вивчити епідемію дизентерії, що спалахнула в ескадроні драгун, розквартированому в околицях Парижа. У посівах від хворих він знову натрапив на своєрідність зовнішнього вигляду культур, поцяткованих прогалинами, але цього разу йому вдалося методично продовжити ці дослідження, обстежуючи хворих, що перебувають на лікуванні в лікарні Пастерівського Інституту. Не до кінця розуміючи явище прогалин, д'Ерель зміг відтворювати його час від часу. Доки у вересні 1915 року він не зрозумів, що завжди отримував прогалини, коли використовував фільтрат з останнього випорожнення перед природним одужанням.
До того часу він вважав, що причина цих прогалин була пов'язана з хворобою або була її джерелом, але він зрозумів, що причина прогалин, можливо, була пов'язана з процесом одужання. Тому він вирішив повторювати експеримент щодня з випорожненнями пацієнта. Він брав кілька крапель випорожнень хворого, і фільтрував їх емульсію через порцеляновий фільтр Шамберлена, щоб видалити звідти бактерії. Потім він додавав одну краплю цього фільтрату у молоду культуру бактерій та поміщав її в термостат при 37°.

Четвертий день став одкровенням: в той час, як контрольна культура без додавання фільтрату залишалася такою ж каламутною, як і попереднього дня, каламутна культура, посіяна фільтратом напередодні, стала абсолютно прозорою. Д'Ерель згадував:
«Наступного ранку, відкривши інкубатор, я пережив один з тих рідкісних моментів сильних емоцій... Я побачив, що бульйонна культура, яка напередодні ввечері була дуже каламутною, стала абсолютно прозорою: всі бактерії зникли, вони розчинилися, як цукор у воді. Що стосується агару, то він був позбавлений будь-якого зростання ... в одну мить я зрозумів: те, що викликало мої прогалини, насправді було невидимим мікробом, вірусом, що фільтрується, але вірусом, що паразитує на бактеріях ... Якщо це так, то те ж саме, напевно, сталося вночі у хворого чоловіка ... Тепер він мав бути вилікуваний. Справді, за ніч його загальний стан значно покращився і почалося одужання».
Д'Ерель перевірив, що він може передавати вірус, пересадивши освітлену культуру в каламутну культуру. Потім він продемонстрував корпускулярну природу причини такого освітлення, роблячи високі розведення і розподіляючи продукт розведення по пробірках. Після певного розведення деякі пробірки втрачали свою освітлювальну здатність і, отже, більше не містили активної речовини, в той час, як інші пробірки все ще містили її. З цього він зробив висновок про корпускулярну природу активної речовини, яку назвав бактеріофагом. Якби це була розчинна речовина, вона була б присутня у всіх пробірках.
Він також провів ще один експеримент. Він зробив розведення культури бактеріофага 1 до 10, 100, 1000 і т. д., змішав їх з культурою бактерій, а потім наніс краплю кожного розведення на іншу чашку Петрі. Через кілька годин чашки з низькими розведеннями ставали повністю прозорими, оскільки всі бактерії були знищені бактеріофагами. Однак при вищих розведеннях на агарі було видно лише кілька прогалин, кожна з яких відповідала розмноженню одного бактеріофага в культурі бактерій.
У вересні 1917 року д'Ерель оголосив про відкриття «невидимого мікроба-антагоніста дизентерійної палички».
На початку 1919 року до Франції зі Сполучених Штатів було занесено смертельну епідемію "пташиного тифу". Пташиний черевний тиф викликається сальмонелою, подібною до людського тифозного мікроба. Хвороба лютувала на кордонах Шампані, і д'Ерель щодня відвідував птахофабрики в цьому регіоні. Він не спостерігав жодного одужання; кожна заражена курка помирала, а на четвертий день загинули всі. Сальмонела була присутня в екскрементах багатьох особин, але активний кишковий бактеріофаг був відсутній у всіх птахів, заражених або здорових. Нарешті, одна курка одужала, і в її екскрементах був виявлений бактеріофаг, потужно дієвий проти бактерій-збудників. Потім стався цікавий наслідок: в курнику, де одужала ця птиця, одужали й всі інші кури, і епідемія раптово закінчилася. Екскременти всіх курей, що вижили, містили той самий бактеріофаг, і він був присутній скрізь на фермі та у фекаліях різних сільськогосподарських тварин; було помічено, що присутність цього бактеріофага пов'язана зі спонтанним одужанням.
Д'Ерель прийшов до висновку, що від зараження до одужання відбуваються такі події: хвора курка поширює хвороботворні бактерії навколо, і епідемія поширюється; якась курка одужує, оскільки бактеріофаг починає розмножуватися коштом патогенних бактерій, і починається одужання; ця курка, що одужує, тепер поширює бактеріофаг, який розмножується в її кишківнику (всі кури, які ще живі на той момент, поглинають бактеріофаг), і епідемічна крива починає йти на спад, оскільки птиця одужує; захист від інфекції поширився на популяцію її хазяїв.
Фелікс д'Ерель спробував перевірити цю гіпотезу для фаготерапії пташиного черевного тифу, спочатку шляхом лікування інфікованих тварин, а потім - додаючи культуру бактеріофага, дієвого проти сальмонели, у питну воду для птиці, серед якої вже почалася епідемія. Вже інфіковані кури були вилікувані, а епідемії погашені. Щоб досягти таких результатів, необхідно було виробити дозу бактеріофага, достатню для знищення всіх бактерій хвороби за кілька годин; тому доводилося використовувати потужні штами бактеріофага. Д'Ерель часто повторював: "Фагова терапія - це терапія "все або нічого". Якщо використовуються культури бактеріофагів зі слабкою або помірною активністю, патогенні бактерії будуть чинити опір їх дії, і вилікування не відбудеться. Тому кожна фаготерапія повинна бути результатом відбору".
Після цього успішного експерименту на курках д'Ерель відчув, що готовий до першого випробування на людях. У серпні 1919 року фаговий препарат вперше був застосований у дитячій лікарні Неккер-Енфанс у Парижі. Д'Ерель виділив фаги з випорожнень деяких пацієнтів, які одужали від дизентерії. Потім, під наглядом професора Віктора-Анрі Ютінеля, завідувача кафедри педіатрії, д'Ерель та кілька інших інтернів лікарні (і сам Ютінель) прийняли всередину розчин, що містив ці фаги. Не виявивши жодної побічної дії, вони дали випити 2 мілілітри розчину 12-річному хлопчику, який страждав на важку форму дизентерії. Стан пацієнта швидко покращився, і він повністю вилікувався протягом декількох днів. Після цього було вилікувано й багато інших людей.
У 1920 р. д'Ерель відправився в Індокитай задля вивчення холери та чуми, звідки він повернувся наприкінці року. Д'Ерель, офіційно все ще неоплачуваний асистент, опинився без лабораторії; Пізніше д'Ерелль стверджував, що це сталося внаслідок сварки з помічником директора Інституту Пастера Альбертом Кальметтом. Д'Ерель вважав бацилярну вакцину проти туберкульозу Кальметта-Герена (БЦЖ), розроблену Кальметтом, недієвою та небезпечною. Біолог Едуард Позерський змилувався над д'Ерелем і позичив йому табуретку (буквально) у своїй лабораторії. У 1921 році йому вдалося опублікувати монографію «Бактеріофаг: його роль в імунітеті» про свої роботи як офіційне видання Інституту, перехитривши Кальметта. Наступного року лікарі та науковці по всій Західній Європі виявили підвищений інтерес до фаготерапії, успішно випробовуючи її проти різноманітних захворювань. Оскільки бактерії стають стійкими до одного фага, д'Ерель запропонував використовувати «фагові коктейлі», що містять різні штами фагів.
Фаготерапія незабаром стала сенсацією і великою надією в медицині. 25 січня 1924 року д'Ерель був нагороджений ступенем почесного доктора Лейденського університету, а також медаллю Левенгука, яка вручається лише раз на десять років. Ця медаль була для нього особливо важливою, оскільки його герой Луї Пастер отримав таку ж медаль у 1895 році. Наступного року його вісім разів номінували на здобуття Нобелівської премії, але йому так і не дали її.

### Єгипет
Після роботи на тимчасовій посаді в Лейденському університеті д'Ерель отримав посаду в «Санітарній, морській та карантинній раді Єгипту» в Александрії. Ця рада була створена, щоб запобігти поширенню чуми та холери в Європі, з особливим наголосом на санітарних проблемах, пов'язаних з групами мусульманських паломників, які повертаються з Мекки та Медіни.

### Індія
Потім д'Ерель застосував фаги, які він зібрав з інфікованих чумою щурів під час свого візиту до Індокитаю в 1920 році, на людях, хворих на чуму, і заявив про успіх. На основі його результатів Британська імперія розпочала масштабну кампанію проти чуми.
У 1926 році британський уряд в Індії запросив протичумні фаги для випробувань в Інституті Гафкіна. Цей інститут мав проблеми з утриманням фагів. Д'Ерель взяв неоплачувану відпустку в Карантинній раді Єгипту і поїхав до Бомбея власним коштом.
Інститут Гафкіна не використовував середовище Мартіна, до складу якого входили подрібнені свинячий шлунок і яловичий м'яз, що могло б образити мусульман та індуїстів. Натомість в інституті використовували у середовищі соляну кислоту, що перетравлювала козячу тканину. Д'Ерель розв'язав цю проблему шляхом травлення соком папаї (джерелом папаїну).
Після цього підполковник Дж. Морісон, виконувач обов'язків директора Інституту Гафкіна, переконався в дієвості фагів. Морісон звернувся до уряду Індії з проханням запросити д'Ереля, зазначивши, що він був «неперевершеним техніком» і «найбільш натхненним працівником».
Д'Ерель повернувся до Індії, щоб працювати над холерою. Він співпрацював з помічником директора Інституту Гафкіна, майором Реджинальдом Малоуном і М. Н. Лахірі, які проводили експерименти в лікарні Кемпбелла в Калькутті. Колектив лікарні Кемпбелла також співпрацював з російським бактеріологом Ігорем Миколайовичем Ашешовим (1891—1961), який працював у Патні. Експерименти проводилися як у лікарнях, так і в польових умовах.
Д'Ерель та його колеги додали фаги в колодязі біля таборів, переповнених паломниками. Згодом випадків холери в цих таборах стало значно менше. Фаги були роздані сільським головам в Ассамі та Бенгалії разом зі вказівками.
Однак це був період, коли «Сатьяграха» Ґанді призвела до відмови індійців від співпраці. Багато хто з голів не співпрацював, і ще менше людей звітували про дієвість експерименту. Як наслідок, експеримент було згорнуто у 1937 році.

### Сполучені Штати та спротив наукової спільноти
Наступного року д'Ерель відмовився від запрошення британського уряду працювати в Індії, оскільки йому запропонували посаду професора в Єльському університеті, на яку він погодився. Тим часом європейські та американські фармацевтичні компанії розпочали виробництво власних фагових ліків і обіцяли нездійсненні вигоди (це знайшло своє відображення у романі "Ерроусміт").
Щоб протистояти цій тенденції, д'Ерель погодився стати співзасновником французької компанії з виробництва фагів, вкладаючи гроші в дослідження фагів. Усі такі компанії страждали від виробничих проблем, оскільки комерційні фагові препарати не приносили передбачуваних результатів.
Комерційні фагові препарати, які часто продавалися як полівалентні суміші, іноді містили стільки консервантів, що фаги були хімічно інактивовані. Склад препаратів був незрозумілим: один із перших працівників згадував, що спочатку вони готували багато різних фагових препаратів окремо, а потім змішували їх для отримання полівалентного продукту, але з часом виявилося, що простіше спочатку змішувати фаги, а потім вирощувати їх серійно всі разом. Цей процес, звичайно, призводив до того, що в кінцевому продукті був лише найбільш вірулентний фаг, який швидко розмножується. До того ж дослідження щодо передбачуваного лікувального ефекту фагів були погано сплановані та проведені. Деякі дослідження проводилися з нещодавно виділеними, специфічними для пацієнта ізолятами фагів, а деякі — з тими чи іншими комерційними препаратами.
Ця ситуація призвела до того, що багато впливових членів наукової спільноти виступили проти д'Ерелля. Проблеми, можливо, ускладнювалися норовом д'Ереля, через який він нажив собі ворогів серед кількох інших вчених.
Коли Д'Ерель відкрив в 1916 році основні факти про бактеріофаги, які він спостерігав у фільтратах дизентерійної рідини, він був неоплачуваним волонтером в Інституті Пастера. Він був мандрівним мікробіологом в пошуках відкриття, яке, за його власним виразом, дозволило б йому піти слідами Пастера. Відкриття фага дало йому таку можливість: він одразу ж пов'язав фаговий лізис in vitro з дією фага in vivo, щоб пояснити одужання пацієнтів від дизентерії. Фаг у нього став чинником природного ендогенного імунітету. Однак з цією новою теорією була одна проблема. У 1919 році Жуль Борде, директор Інституту Пастера в Брюсселі,  був нагороджений Нобелівською премією за свою роботу з імунітету, заснованого на лізисі бактерій антитілами, а не фагом. Не злякавшись, іконоборець д'Ерель у своїй другій монографії про фаг сміливо кинув виклик знаменитому Борде, назвавши роботу Борде «історією помилки». Ця образа не залишилася непоміченою. Борде та його протеже, Андре Ґраціа, відповіли майже десятирічною атакою на д'Ерелля та його роботу, оскаржуючи як його концепцію фага як вірусу (вони вважали, що фаги — це неживі хімічні речовини, точніше ферменти, які вже присутні в бактеріях і лише викликають виділення подібних білків, вбиваючи таким чином бактерії), так і його пріоритет, стверджуючи, що Фредерік Творт був першим. Д'Ерель енергійно відбивався, але він не мав міцної інституційної бази, Нобелівської премії та витонченого характеру.
У 1931 році в Парижі він розкритикував бельгійського дослідника Андре Ґраціа за те, що той ототожнював відкрите Твортом явище з бактеріофагами. Він звернувся до паризького суду, щоб змусити редактора «Анналів Інституту Пастера» опублікувати його відповідь Андре Ґраціа в листопаді. У цей конфлікт втрутився Фредерік Творт, заявивши, що це він відкрив бактеріофаг. Як би дивно це не здавалося нам сьогодні, більшість наукової спільноти, включно з усіма стандартними підручниками, стали на бік концепції Борде про фаг як літичний фермент, що самовідновлюється.
Такий погляд на фаг як на літичний фермент був підкріплений підтримкою іншого нобелівського лауреата, який зайнявся дослідженням фагів у 1930-х роках. Джон Говард Нортроп з Інституту Рокфеллера, нобелівський лауреат за роботу над травними ферментами, такими як трипсин і пепсин, підтримав своїм авторитетом ту ідею, що фаг є ще одним прикладом автокаталітичної самоактивації, подібної до систем трипсиноген/трипсин і пепсиноген/пепсин.
Через цю невизначеність, а також через те, що д'Ерель без особливих вагань використовував фаги на людях, його робота зазнавала постійних нападок з боку багатьох інших вчених. Лише після того, як Гельмут Руска у 1939 році вперше побачив бактеріофаг під електронним мікроскопом, було встановлено його справжню природу.
У 1933 році д'Ерель заснував в Парижі на вулиці Олів'є-де-Сер приватну «Лабораторію бактеріофагів» разом з Миколою Булгаковим, першовідкривачем фага φX174 і братом Михайла Булгакова. Він продавав там свої розчини бактеріофагів, які були доступні у Франції до кінця 1970-х років.

### Радянський Союз
Д'Ерель полишив роботу в Єльському університеті, де він відчував себе пригніченим і відчуженим. Незадовго до того, як сім'я д'Ерелів у 1933 році покинула Нью-Гейвен, Фелікс отримав своєчасне запрошення з далеких країв. Воно надійшло від його старого друга і протеже Георгія Еліава, відчайдушного бактеріолога з Радянської Республіки Грузія, який хотів заручитися допомогою д'Ереля у створенні Інституту бактеріофагів у столиці Грузії, Тбілісі. Еліава подружився з д'Ерелем під час роботи в Інституті Пастера у 1918—1921 роках, де дізнався від нього про бактеріофаги. Еліава мав друзів серед старих більшовиків, а саме Серго Орджонікідзе та Буду Мдівані. Ці покровителі допомогли йому знайти державну підтримку для дослідження бактеріофагів.
Зиму з жовтня 1933 по квітень 1934 року д'Ерель безоплатно працював у Грузії.  У 1934 році уряд СРСР схвалив створення центрів із вивчення бактеріофагів у Тбілісі, а також у Києві та Харкові, та запросив д'Ереля допомогти організувати їх роботу.
З листопада 1934 по травень 1935 року д'Ерель знову безоплатно працював у Тбілісі. Також він відвідав ключові наукові центри, в тому числі Харків і Москву, та взяв участь у конференціях з мікробіології в Баку і Ленінграді.
Його вітали в Радянському Союзі як героя, який приніс знання про порятунок від хвороб, що спустошували східні країни. Він навіть був нагороджений ступенем почесного доктора Тбіліського державного університету в 1934 році.
Д'Ерель працював у Тбіліському інституті з перервами близько року. Він навіть присвятив товаришу Сталіну одну зі своїх книг: «Бактеріофаг і феномен одужання», написану і видану в Тбілісі в 1935 році. Д'Ерель тоді ідеалізував комунізм як устрій, нібито заснований на науці про суспільний розвиток, де метою є «довести до кульмінаційного пункту добробут і щастя всього людства, звільнити його від вікових пут злиднів і невігластва». Мабуть, д'Ерель планував оселитися в Тбілісі на постійне місце проживання, оскільки спланував та організував будівництво котеджу для своєї сім'ї та сім'ї Еліави на території інституту (у цьому котеджі згодом буде розміщена грузинська штаб-квартира НКВС).
У 1936 році потрапив під сталінську "велику чистку" покровитель Еліави, старий більшовик Буду Мдівані. Лаврентій Берія прибирав усіх, кого він вважав за конкурентів, і тепер мав змогу помститися Еліаві. 23 січня 1937 року Георгій Еліава був заарештований Наркоматом внутрішніх справ. Його звинуватили в шпигунстві на користь французького уряду та спробі поширити епідемію серед населення. 9 липня 1937 року Військова колегія Верховного суду засудила його до розстрілу як ворога народу.  Також були засуджені та страчені як члени «правотроцькістської організації» керівники харківського та київського центрів дослідження бактеріофагів в Україні, Мойсей Іонович Мельник та Гнат Омелянович Ручко. Серед дико абсурдних, але типових звинувачень, ретельно перелічених у справах НКВС, їх звинуватили у «проведенні диверсій у мікробіології з використанням препаратів бактеріофага, виготовленні препаратів для бактеріологічної війни» та вербуванні мікробіологів, незадоволених політикою партії. Тому д'Ерель більше не повертався до СРСР. Його книгу заборонили до розповсюдження.
Грузинський період у кар'єрі д'Ерелля досліджували письменник і вчений-медик Девід Шраєр-Петров,  Дмитро Мельников а також Тімоті Блаувельт.

### Остаточне повернення до Франції
Фаготерапія процвітала, попри всі проблеми, завдяки військовим з обох сторін фронту Другої світової війни, які намагалися убезпечити війська, принаймні від інфекцій. Д'Ерель не міг насолодитися таким розвитком подій; німецький «Вермахт» тримав його під домашнім арештом у Віші. Він використав час для написання своєї книги «Цінність експерименту», а також своїх спогадів, обсяг яких становить 800 сторінок.
У 1942 році новий антибіотик пеніцилін був успішно очищений і став широко застосуватися під час Другої світової війни. Препарат виявився надзвичайно дієвим у лікуванні тих поранених солдатів союзників, чиї рани були інфіковані. У 1944 році було налагоджене широкомасштабне виробництво пеніциліну, а в 1945 році він став загальнодоступним в аптеках. Оскільки він був надійнішим і простішим у використанні, ніж фаготерапія, незабаром йому стали надавати перевагу, попри побічну дію та проблеми зі стійкими бактеріями. Проте фаготерапія залишалася поширеним методом лікування в державах Варшавського блоку до його розпаду.
Фелікс д'Ерель захворів на рак підшлункової залози та помер забутим у Парижі в 1949 році. Він був похований у Сен-Мар-ан-От у департаменті Об.

## Спадок
Д'Ерель став широко відомим завдяки своїм творчим підходам до важливих проблем як теоретичної, так і прикладної мікробіології. Водночас його широко критикували за його саморекламу, його перебільшені заяви про успіх і фінансові дії на межі етики. Він також мав талант наживати ворогів серед впливових старших науковців.
Основна спадщина д'Ереля полягає у використанні фагів у молекулярній революції в біології. Макс Дельбрюк і його «група дослідження фагів» використовували бактеріофаги, щоб зробити відкриття, які привели до зародження молекулярної біології. Велика частина початкової роботи з вивчення природи генетичної експресії та її регуляції була виконана за допомогою бактеріофагів Франсуа Жакобом, Андре Львовим і Жаком Моно. Навіть безпосередньо перед дослідженнями структури ДНК Джеймс Вотсон здобув ступінь доктора філософії, працюючи над проєктом, пов'язаним із бактеріофагами, у лабораторії Сальвадора Лурії.
Як один з перших прикладних мікробіологів, д'Ерель, чий світогляд був орієнтований на мікроби, виявився прозорливим, оскільки мікроби відіграють дедалі важливішу роль у біоремедіації, мікробних паливних елементах, генній терапії та інших сферах, які стосуються людського добробуту.

## Вшанування пам'яті
У 1960-х роках ім'я Фелікса д'Ереля з'явилося в опублікованому Нобелівським фондом списку вчених, які були гідні отримати Нобелівську премію, але не отримали її з тих чи інших причин. Д'Ерель був номінований на цю премію десять разів.
На його честь названі авеню Фелікс-д'Ерель у 16-му окрузі Парижа та вулиця д'Ерель у районі Сен-Мішель у Монреалі. Площа Ереля в Лонг'є була створена на місці шоколадної фабрики, що належала братам Феліксу та Даніелю д'Ерелям.
Родина Herelleviridae, група бактеріофагів ряду Caudovirales, була названа на честь Фелікса д'Ереля.
Його ім'я носить Референс-центр бактеріальних вірусів ім. Фелікса д'Ереля при Університеті Лаваля у Квебеку. Колекція з 420 вірусів Фелікса д'Ереля була зібрана Гансом Вольфгангом Акерманом, професором Університету Лаваля. У 2003 році, коли він вийшов на пенсію, ця колекція була передана Сильвену Муано, доктору філософії, також професору Університету Лаваля.

## Художня література
Роман «Ерроусміт», написаний Сінклером Льюїсом за наукової допомоги Поля де Крюфа, певною мірою заснований на житті д'Ереля. У романі «Французький котедж» Давида Шраєр-Петрова докладно розповідається про досвід д'Ереля в радянській Грузії.

## Книги
- 1946. L'étude d'une maladie: Le Choléra. French. F. Rouge & Cie S. A., Lausanne. OCLC 11221115
- 1938.Le Phénomène de la Guérison dans les Maladies Infectieuses. Masson et cie, Paris. OCLC 5784382
  - Російський переклад, зроблений Георгієм Еліава. 1935. Бактериофаг и феномен выздоровления (Тбіліський державний університет, Грузія).[60] OCLC 163085972
  - Georgian translation with G. Eliava. 1935. (cf Summers WC, 1999, page 165)
- 1933. Le Bactériophage et ses Applications Thérapeutiques. Doin, Paris. OCLC 14749145
  - English translation. with G. H. Smith. 1930. The Bacteriophage and its Clinical Application. p. 165–243. Charles C. Thomas, Publisher, Springfield, Illinois. OCLC 347451
- 1929. Études sur le Choléra. Impr. A. Serafini, Alexandrie. OCLC 15864352
  - English translation, with R. H. Malone, and M. N. Lahiri. 1930. Studies on Asiatic Cholera. Thacker, Spink & Co., Calcutta. OCLC 25936856
- 1926. Le Bactériophage et son Comportement. Masson et Cie, Paris. OCLC 11981307
  - English translation, with G. H. Smith. 1926. The Bacteriophage and Its Behavior. The Williams &Wilkins Co., Baltimore. OCLC 2394374
- with G. H. Smith. 1924. Immunity in Natural Infectious Disease. Williams & Wilkins Co., Baltimore. OCLC 586303
- 1923. Les Défenses de l'Organisme. Flammarion, Paris. OCLC 11127665
- 1921. Le bactériophage: Son rôle dans l'immunité. Masson et cie, Paris. OCLC 14794182, Internet Archive
  - German translation, 1922. Der Bakteriophage und seine Bedeutung für die Immunität. F. Vieweg & Sohn, Braunschweig. OCLC 36920828
  - English translation, 1922 The Bacteriophage: Its Role in Immunity. Williams and Wilkins Co./Waverly Press, Baltimore. OCLC 14789160

## Виноски
1. ↑  Bibliothèque nationale de France BNF: платформа відкритих даних — 2011.
2. 1 2  Encyclopædia Britannica
3. ↑  Base biographique — BIU Santé.
4. ↑  Encyclopædia Universalis — Encyclopædia Britannica Inc., 1968.
5. ↑  Keen, E. C. (2012). Phage Therapy: Concept to Cure. Frontiers in Microbiology. 3: 238. doi:10.3389/fmicb.2012.00238. PMC 3400130. PMID 22833738.
6. ↑  D'Herelle F (September 2007). On an invisible microbe antagonistic toward dysenteric bacilli: brief note by Mr. F. D'Herelle, presented by Mr. Roux☆. Research in Microbiology. 158 (7): 553—4. doi:10.1016/j.resmic.2007.07.005. PMID 17855060.
7. ↑  Publications service (1 вересня 2007). On an invisible microbe antagonistic toward dysenteric bacilli: brief note by Mr. F. D'Herelle, presented by Mr. Roux. Research in Microbiology. Т. 158, № 7. с. 553—554. doi:10.1016/j.resmic.2007.07.005. ISSN 0923-2508. Процитовано 29 листопада 2024.
8. 1 2  Ackermann, H-W (2009). History of Virology: Bacteriophages. Desk Encyclopedia of General Virology. Academic Press. с. 3. ISBN 9780123751621.
9. ↑  Shors, Teri (2008). Understanding Viruses. Sudbury, Mass: Jones & Bartlett Publishers. с. 591. ISBN 978-0-7637-2932-5.
10. 1 2  Dublanchet, Alain (2017). Autobiographie de Félix d'Hérelle 1873-1949 (French) . Paris: Editions Médicales Internationales. ISBN 978-2-86728-015-3.
11. ↑  Summers WC (10 червня 1999). Félix d'Hérelle and the Origins of Molecular Biology. Yale University Press. с. 3. ISBN 978-0-300-17425-0.
12. ↑  Hoerens, Felix (1899). Wrench. Google Patents (англ.).
13. ↑  Summers WC (2016). Félix Hubert d'Herelle (1873-1949): History of a scientific mind. Bacteriophage. 6 (4): e1270090. doi:10.1080/21597081.2016.1270090. PMC 5221746. PMID 28090388.
14. ↑  Sulakvelidze, Alexander; Alavidze, Zemphira; Morris, J. Glenn (2001-03). Bacteriophage Therapy. Antimicrobial Agents and Chemotherapy. Т. 45, № 3. с. 649—659. doi:10.1128/aac.45.3.649-659.2001. PMC 90351. PMID 11181338. Процитовано 23 грудня 2024.{{cite news}}:  Обслуговування CS1: Сторінки з PMC з іншим форматом (посилання)
15. 1 2 3 4  Dublanchet, Alain; Bourne, Shawna (2007). The Epic of Phage Therapy. Canadian Journal of Infectious Diseases and Medical Microbiology (англ.). Т. 18, № 1. с. 365761. doi:10.1155/2007/365761. ISSN 1918-1493. PMC 2542892. PMID 18923688. Процитовано 15 грудня 2024.{{cite news}}:  Обслуговування CS1: Сторінки з PMC з іншим форматом (посилання) Обслуговування CS1: Сторінки із непозначеним DOI з безкоштовним доступом (посилання)
16. ↑  Twort, F. W. (4 грудня 1915). AN INVESTIGATION ON THE NATURE OF ULTRA-MICROSCOPIC VIRUSES. The Lancet (English) . Т. 186, № 4814. с. 1241—1243. doi:10.1016/S0140-6736(01)20383-3. ISSN 0140-6736. Процитовано 7 грудня 2024.
17. ↑  Twort, F. W. (23 липня 1921). THE ULTRA-MICROSCOPIC VIRUSES. The Lancet (English) . Т. 198, № 5108. с. 204. doi:10.1016/S0140-6736(01)32091-3. ISSN 0140-6736. Процитовано 7 грудня 2024.
18. ↑  D'Herelle F (1917). Sur un microbe invisible antagoniste des bacilles dysenteriques [An invisible microbe that is antagonistic to the dysentery bacillus]. Comptes Rendus (фр.). 165: 373—375. Архів оригіналу за 11 жовтня 2018. Процитовано 1 травня 2018.
19. ↑  Dublanchet A, Bourne S (January 2007). The epic of phage therapy. The Canadian Journal of Infectious Diseases & Medical Microbiology. 18 (1): 15—8. doi:10.1155/2007/365761. PMC 2542892. PMID 18923688.
20. ↑  Chanishvili, Nina (1 січня 2012). Phage therapy--history from Twort and d'Herelle through Soviet experience to current approaches. Advances in virus research. Процитовано 17 грудня 2024.
21. ↑  Fruciano, Dottore Emiliano; Bourne, Shawna (2007). Phage as an Antimicrobial Agent: D’herelle’s Heretical Theories and Their Role in the Decline of Phage Prophylaxis in the West. Canadian Journal of Infectious Diseases and Medical Microbiology (англ.). Т. 18, № 1. с. 976850. doi:10.1155/2007/976850. ISSN 1918-1493. PMC 2542891. PMID 18923687. Процитовано 25 грудня 2024.{{cite news}}:  Обслуговування CS1: Сторінки з PMC з іншим форматом (посилання) Обслуговування CS1: Сторінки із непозначеним DOI з безкоштовним доступом (посилання)
22. ↑  Jaarboek der Rijksuniversiteit te Leiden: Promotiën 17 September 1923 tot 12 Juli 1924. Leiden: Faculteit der Geneeskunde, Doctoraal geneeskunde. 1924. с. 134.
23. ↑  Ireland, T. The Good Virus. Hodder & Stoughton. с. 64. ISBN 978-1-5293-6524-5.
24. ↑  Summers, William C. (1993). Cholera and Plague in India: The Bacteriophage Inquiry of 1927–1936 (PDF). Journal of the History of Medicine and Allied Sciences. 48 (3): 275—301. doi:10.1093/jhmas/48.3.275. PMID 8409365. Архів оригіналу (PDF) за 26 січня 2021. Процитовано 11 жовтня 2018.
25. 1 2 3  Summers, William C. (1 квітня 2012). The strange history of phage therapy. doi:10.4161/bact.20757. PMC 3442826. PMID 23050223. Процитовано 24 грудня 2024.{{cite news}}:  Обслуговування CS1: Сторінки з PMC з іншим форматом (посилання)
26. ↑  d'Herelle, F (1931 May). An Address on BACTERIOPHAGY AND RECOVERY FROM INFECTIOUS DISEASES. Canadian Medical Association Journal (англ.). Т. 24, № 5. Процитовано 14 грудня 2024.
27. ↑  texte, Institut Pasteur Auteur du (1 листопада 1931). Annales de l'Institut Pasteur : journal de microbiologie / publiées sous le patronage de M. Pasteur par E. Duclaux. Gallica (фр.). Процитовано 14 грудня 2024.
28. ↑  Ruska, H. (1 січня 1940). Die Sichtbarmachung der bakteriophagen Lyse im Übermikroskop. Naturwissenschaften (нім.). Т. 28, № 3. с. 45—46. doi:10.1007/BF01486931. ISSN 1432-1904. Процитовано 24 грудня 2024.
29. ↑  Lacković, Zdravko; Toljan, Karlo (8 січня 2020). Vladimir Sertić: forgotten pioneer of virology and bacteriophage therapy. Notes and Records: the Royal Society Journal of the History of Science. Т. 74, № 4. с. 567—578. doi:10.1098/rsnr.2019.0010. PMC 7653334. PMID 33177747. Процитовано 14 грудня 2024.{{cite news}}:  Обслуговування CS1: Сторінки з PMC з іншим форматом (посилання)
30. ↑  Kuchment, Anna (2012). Kuchment, Anna (ред.). Inside Stalin’s Empire. The Forgotten Cure: The Past and Future of Phage Therapy  (англ.). New York, NY: Springer. с. 23—34. doi:10.1007/978-1-4614-0251-0_2. ISBN 978-1-4614-0251-0.
31. ↑  George Eliava. web.archive.org. Процитовано 14 грудня 2024.
32. ↑  giorgi and felix (pt 1) | multispecies. web.archive.org. 26 вересня 2020. Процитовано 16 грудня 2024.
33. ↑  Parfitt, Tom (2005). Georgia: An unlikely stronghold for bacteriophage therapy. The Lancet. 365 (9478): 2166—2167. doi:10.1016/S0140-6736(05)66759-1. PMID 15986542.
34. ↑  Fruciano, Dottore Emiliano; Bourne, Shawna (2007). Phage as an Antimicrobial Agent: D’herelle’s Heretical Theories and Their Role in the Decline of Phage Prophylaxis in the West. Canadian Journal of Infectious Diseases and Medical Microbiology (англ.). Т. 18, № 1. с. 976850. doi:10.1155/2007/976850. ISSN 1918-1493. PMC 2542891. PMID 18923687. Процитовано 14 грудня 2024.{{cite news}}:  Обслуговування CS1: Сторінки з PMC з іншим форматом (посилання) Обслуговування CS1: Сторінки із непозначеним DOI з безкоштовним доступом (посилання)
35. ↑  Félix d’Hérelle, discoverer of bacteriophages. Institut Pasteur (брит.). 30 квітня 2024. Процитовано 14 грудня 2024.
36. ↑  Institut Pasteur | Archives. webext.pasteur.fr. Процитовано 14 грудня 2024.
37. ↑  ГЛАВА 12 Феликс д’Эрелль в Грузии. Охота на рыжего дьявола. Роман с микробиологами. biography.wikireading.ru. Процитовано 16 грудня 2024.
38. 1 2  Myelnikov, Dmitriy (1 жовтня 2018). An Alternative Cure: The Adoption and Survival of Bacteriophage Therapy in the USSR, 1922–1955. Journal of the History of Medicine and Allied Sciences. Т. 73, № 4. с. 385—411. doi:10.1093/jhmas/jry024. ISSN 0022-5045. PMC 6203130. PMID 30312428. Процитовано 14 грудня 2024.{{cite news}}:  Обслуговування CS1: Сторінки з PMC з іншим форматом (посилання)
39. ↑  Honorary Doctorates awarded by Ivane Javakhishvili Tbilisi State University since 1918 (PDF). Тбіліський державний університет. Архів оригіналу (PDF) за 28 жовтня 2023. Процитовано 28 жовтня 2023.
40. ↑  д’Эрелль, Феликс. Бактериофаг и феномен выздоровления. archive.org (рос.).
41. ↑  Kuchment, Anne (2012). The forgotten cure. Springer. с. 34. ISBN 978-1-4614-0250-3.
42. ↑  giorgi and felix (pt 2) | multispecies. web.archive.org. 26 вересня 2020. Процитовано 16 грудня 2024.
43. 1 2  Shrayer, D. P. (1 січня 1996). Felix d'Herelle in Russia. Bulletin de l'Institut Pasteur. Т. 94, № 2. с. 91—96. doi:10.1016/0020-2452(96)81737-4. ISSN 0020-2452. Процитовано 25 грудня 2024.
44. ↑  Резак, Т. О. (2018). Мельник Мойсей Іонович. Енциклопедія Сучасної України (укр.). Процитовано 14 грудня 2024.
45. ↑  Гамалія, В. М. (2010). Гнат Омелянович Ручко (1883-1937): Трагічна доля вченого. Мікробіологічний журнал. № 72, № 3. с. 66—74. ISSN 1028-0987. Процитовано 15 грудня 2024.
46. ↑  Следственное дело № 123 антисоветской право-троцкистской организации на Украине (начато 12 июля 1937 г., окончено 29 сентября 1937 г.). – 85 с. Центральний архів КДБ УРСР №. П-411737, люб'язно надано архівом Служби безпеки України (СБУ).
47. ↑  Myelnikov, Dmitriy (1 жовтня 2018). An Alternative Cure: The Adoption and Survival of Bacteriophage Therapy in the USSR, 1922–1955. Journal of the History of Medicine and Allied Sciences (англ.). Т. 73, № 4. с. 385—411. doi:10.1093/jhmas/jry024. ISSN 0022-5045. PMC 6203130. PMID 30312428. Процитовано 16 грудня 2024.{{cite news}}:  Обслуговування CS1: Сторінки з PMC з іншим форматом (посилання)
48. ↑  ГЛАВА 12 Феликс д’Эрелль в Грузии. Охота на рыжего дьявола. Роман с микробиологами. biography.wikireading.ru. Процитовано 14 грудня 2024.
49. ↑  giorgi and felix (pt 1) | multispecies. web.archive.org. 26 вересня 2020. Процитовано 15 грудня 2024.
50. ↑  giorgi and felix (pt 2) | multispecies. web.archive.org. 26 вересня 2020. Процитовано 15 грудня 2024.
51. ↑  Myelnikov, Dmitriy (1 жовтня 2018). An Alternative Cure: The Adoption and Survival of Bacteriophage Therapy in the USSR, 1922–1955. Journal of the History of Medicine and Allied Sciences (англ.). Т. 73, № 4. с. 385—411. doi:10.1093/jhmas/jry024. ISSN 0022-5045. PMC 6203130. PMID 30312428. Процитовано 15 грудня 2024.{{cite news}}:  Обслуговування CS1: Сторінки з PMC з іншим форматом (посилання)
52. ↑  Chanishvili, Nina; Myelnikov, Dmitriy; Blauvelt, Timothy K. (2022-06). Professor Giorgi Eliava and the Eliava Institute of Bacteriophage. PHAGE. Т. 3, № 2. с. 71—80. doi:10.1089/phage.2022.0016. ISSN 2641-6530. PMC 9436386. PMID 36157286. Процитовано 18 грудня 2024.{{cite news}}:  Обслуговування CS1: Сторінки з PMC з іншим форматом (посилання)
53. ↑  34. Patronage Politics and Bacteriophage Research in Interwar Soviet Georgia. GCE (нім.). doi:10.55337/qfss5487. Процитовано 18 грудня 2024.
54. ↑  Summers, William C. (1 жовтня 2016). Félix Hubert d'Herelle (1873–1949): History of a scientific mind. doi:10.1080/21597081.2016.1270090. PMC 5221746. PMID 28090388. Процитовано 15 грудня 2024.{{cite news}}:  Обслуговування CS1: Сторінки з PMC з іншим форматом (посилання)
55. ↑  Ireland, T. The Good Virus. Hodder & Stoughton. с. 91. ISBN 978-1-5293-6524-5.
56. ↑  Keen EC (December 2012). Felix d'Herelle and our microbial future. Future Microbiology. 7 (12): 1337—9. doi:10.2217/fmb.12.115. PMID 23231482.
57. ↑  Nomination Archive. Nobelprize.org. Retrieved on 3 March 2019.
58. ↑  Phages: Home. www.phage.ulaval.ca. Процитовано 15 грудня 2024.
59. ↑  ГЛАВА 12 Феликс д’Эрелль в Грузии. Охота на рыжего дьявола. Роман с микробиологами. biography.wikireading.ru. Процитовано 15 грудня 2024.
60. ↑  Бактериофаг и феномен выздоровления — Д’Эрелль Феликс. www.klex.ru. Процитовано 15 грудня 2024.

## Фототека
- Photothèque Institut Pasteur. phototheque.pasteur.fr. Процитовано 15 грудня 2024.

## Подальше читання
- Summers, William C. (1999). Félix d'Hérelle and the Origins of Molecular Biology. Yale University Press. ISBN 978-0-300-07127-6.
- Häusler, T. (2006). Viruses vs. Superbugs. Palgrave Macmillan UK. ISBN 9781403987648. includes excerpts from his unpublished autobiography, Macmillan.
- D'herelle (2007). On an invisible microbe antagonistic toward dysenteric bacilli: brief note by Mr. F. D'Hérelle, presented by Mr. Roux. 1917. Research in Microbiology. 158 (7): 553—4. doi:10.1016/j.resmic.2007.07.005. PMID 17855060.
- D'Hérelle (1917). Sur un microbe invisible antagoniste des bacilles dysentériques. Comptes rendus hebdomadaires des séances de l'Académie des sciences. 165: 373—375.
- Shrayer David P. (1996). «Felix d'Hérelle in Russia.» Bull Inst Pasteur. 94:91–6.
- Summers (1991). On the origins of the science in Arrowsmith: Paul de Kruif, Felix d'Herelle, and phage. Journal of the History of Medicine and Allied Sciences. 46 (3): 315—32. doi:10.1093/jhmas/46.3.315. PMID 1918921.
- Duckworth (1976). Who discovered bacteriophage?. Bacteriological Reviews. 40 (4): 793—802. doi:10.1128/br.40.4.793-802.1976. PMC 413985. PMID 795414.
- Peitzman (1969). Felix d'Herelle and bacteriophage therapy. Transactions & Studies of the College of Physicians of Philadelphia. 37 (2): 115—23. PMID 4900376.
- Lipska (1950). In memory of Prof. D'Herelle. Medycyna Doswiadczalna I Mikrobiologia. 2 (2): 254—5. PMID 14815355.
- William C. Summers, Félix d'Hérelle and the Origins of Molecular Biology, New Haven: Yale University Press, 1999.
- Shrayer David P. Félix d'Hérelle in Russia. Bull Inst Pasteur. 1996;94:91–6.